# Madame X (album)
A Madame X az amerikai énekes és dalszerző Madonna tizennegyedik stúdióalbuma, amelyet 2019. június 14-én adott ki az Interscope Records. Az album a lemeztársasággal kötött háromalbumos szerződés értelmében az utolsó stúdióalbum lett. Az albumot kreatívan befolyásolta az énekesnő Portugáliában, Lisszabonban töltött élete, ahova 2017 nyarán költözött, hogy fiát David Bandát futballakadémiára írassa. Madonna több zenész közreműködésével írta és készítette a lemezt, köztük Mirwais Ahmadzaï, Mike Dean, vagy Jason Evigan, egy 18 hónapig tartó folyamat során. Ezenkívül Maluma, Quavo, Swae Lee, és Anitta is szerepelnek rajta.
A Madame X egy koncepcióalbum, amely teljes zenei és lírai eltérést mutat Madonna korábbi kiadásaitól, a latinra, a trap-re, az art pop-ra, és a világzenére összpontosít, miközben olyan politikai irányultságú témákkal foglalkozik, mint a szexizmus, fegyvertartás, szólásszabadság, rasszizmus, és a melegjogok.  
Az albumról a Medellín, a Crave, az I Rise és az I Don’t Search I Find  című kislemezek jelentek meg. Mind a négy kislemez a Dance Club Songs első helyére került az Egyesült Államokban, megdöntve ezzel az 50 legtöbb első helyezett dal rekordját egyetlen Billboard-listán. Két promóciós kislemez is megjelent róla: a Future, és a Dark Ballet. Az album további népszerűsítése érdekében Madonna számos televíziós előadást tartott, és elindult a Madame X Tour-on, amely 2019 szeptemberétől 2020 márciusáig bejárta Észak-Amerikát és Európát, és amelyet az azonos című dokumentumfilm örökített meg.
A kritikusok alapvetően pozitívan fogadták az albumot, dicsérve annak kísérleti összetételét. Sokan dicsérték a progresszív hangzást Madonna korábbi erőfeszítéseihez képest, és "bizarrnak" ítélték az albumot, és a 2005-ös Confessions on a Dance Floor óta a legjobb albumának nevezték, míg mások ambivalensek voltak az összetartás hiányával kapcsolatban. Az album a Billboard 200 listájának élén debütált, és ezzel Madonna kilencedik első helyezett albuma lett az Egyesült Államokban. Máshol Bruce Springsteen Western Stars című albuma megakadályozta a lemez debütálását a világ számos slágerlistáján, és a második helyet érte el Ausztráliában, Belgiumban, Olaszországban, Svájcban, és az Egyesült Királyságban, míg a többi 10 régióban a top 10-be került. Az album 2020 végéig több mint 500 000 példányban kelt el világszerte.

## Háttér és előzmények
2018 januárjában Madonna bejelentette Instagram-oldalán, hogy dolgozik új, tizennegyedik stúdióalbumán, és egy felvételt posztolt magáról, amint énekel a mikrofonba a következő felirattal: „Olyan jó érzés újra zenén dolgozni!”. Négy hónappal később, 2018 májusában, fellépett a New York-i Met Gálán, ahol a Like a Prayer éneklése közben rövid ízelítőt adott új, Dark Ballet című dalából, amely korábban Beautiful Game címmel jelent volna meg. 2018 októberében vendégszerepelt Quavo amerikai rapper Champagne Rosé című számában, aki cserébe ennek az albumnak a közreműködője lett.
Madonna 2017 augusztusában Lisszabonba, Portugáliába költözött, hogy fia David számára egy kiemelkedő labdarúgó akadémiát keressen, aki profi futballista szeretett volna lenni. Később kijelentette, hogy lehetősége van a legjobb akadémiákra Torinoban és Barcelonában, de Lisszabon tűnt a legjobb választásnak családja és saját maga számára. Bár úgy gondolta, hogy a költözés "szórakoztató és kalandos" lesz, hamar rájött, hogy nem alkalmas az életmódváltásra, és depressziósnak érezte magát barátok nélkül. Amikor Lisszabonba költözött, éppen egy film forgatókönyvének megírásán dolgozott, és befektetőkkel próbált pénzt szerezni, de a projekt meghiúsult, és úgy döntött, hogy szabadidejét a zenélésre fordítja, miután inspirációt kapott a nappali üléseken, amelyeken részt vett. Kezdetben esze ágában sem volt albumot rögzíteni, mivel eleinte "csak játszadozott és kísérletezett", de aztán egyszerűen rájött, hogy "hivatalosan is lemezt kell készítenie". Elárulta, hogy két korábbi albumát – az MDNA-t (2012) és a Rebel Heart-ot (2015) – vonakodva vette fel, mivel akkoriban párhuzamos projektekre koncentrált. Később azonban élete viszonylag unalmassá vált, így úgy döntött, hogy találkozik művészekkel, festőkkel, és zenészekkel az országból. Az egyik ilyen zenész, akivel Madonna Lisszabonban találkozott, egy Dino D'Santiago nevű férfi volt, aki elmondása szerint még sok más zenésznek mutatta be őt a környéken, köztük a Batukadeiras dobosok együttesének, akik később közreműködtek a Batuka dalban. Madonna Portugália, London, New York és Los Angeles között osztotta meg az idejét az album felvételére, több mint 18 hónapig.
Madonna hitt abban, hogy a "zene az univerzum lelke", és úgy érezte, hogy teljesen magával ragadták az új hatások. Elhatározta, hogy felvesz egy albumot a portugál város zenei élményei alapján, amely szerinte "zeneileg a kultúra olvasztótégelye", és amely az Angola, Bissau-Guinea, Spanyolország-Brazília-Franciaország és Zöld-foki Köztársaság zenei stílusát foglalta magába.
Mialatt Madonna Portugáliában élt, rövid videóklipeket és képeket tett közzé készülő albumáról. A francia producer Mirwais Ahmadzaï, aki korábban már az énekesnő Music (2000), American Life (2003), és Confessions on a Dance Floor (2005) című albumain is dolgozott, szintén felkérést kapott a produceri munkálatokra. Mike Dean, aki szintén producer, és aki a 2015-ös Rebel Heart című albumon dolgozott együtt az énekesnővel, szintén dolgozott az új lemezen. 2019 februárjában Maluma feltöltött egy képet az Instagramra, a Madonnával közös munkáról. A Vogue Italia-nak adott interjújában Madonna elmondta, hogy új albumát 2019-ben fogja megjelentetni, majd 2019. április 14.-én néhány előzetes klipet tett közzé az Instagramon, felfedve annak címét is.

## Dalcímek, grafika, és témák
Madonna hivatalos Instagram és YouTube-oldalára feltöltött egyperces előzetes videóban elmondta, hogy ő saját maga Madame X, és az album címét Alexandre Bisson francia drámaíró Madame X (1908) című műve, valamint John Singer Sargent Madame X (1884) című hírhedt festménye ihlette. A feltöltött videó Madonna énekével indul: "The thing that hurt the most was that I wasn't lost...I wasn't lost..."
Majd Madonna kifejti, hogy a Madame X-nek különböző személyiségei, és karakterei vannak:

Úgy döntöttem, hogy Madame X-nek hívom a lemezemet. Madame X egy titkos ügynök, aki a világ körül utazik. Küzd a szabadságért, megváltoztatja az indentitást. Rávilágít a sötét helyzetekre. Egy táncos, egy professzor, egy államfő, egy házvezetőnő, egy lovas, egy fogoly, egy diák, egy anya, egy gyermek, egy tanár, egy apáca, egy énekes, egy prostituált, egy kém a szeretet házában. Madame X én vagyok.

Madame X karakteréről Madonna egy interjúban beszélt, melyet a Today Show-nak adott. Azt állítja, hogy 19 éves korában akkori tánctanára, Martha Graham ragasztotta rá, amikor azt mondta neki hogy: "Új nevet fogok neked adni: Madame X. Minden nap amikor iskolába jössz, megváltoztatod az identitásodat. Rejtély vagy számomra."
Az album borítója Madame X személyiségének közeli képét mutatja be. A vörös szájon átívelő cím a bevarrt száj illúziójának képét mutatja. Mike Wass az Idolator internetes oldaltól ikonikus műalkotásnak nevezte a képeket, összehasonlítva Frida Kahloéval. Az album digitális és fizikai formátumainak többségében ezt a borítóképet használják. Kivéve a digitális deluxe kiadványt, mely mindegyike egy másik fotót tartalmaz a szőke Madonnáról. A harmadik album borítóképén Madonna latin gitárt tart a kezében, virágos, kék csempék előtt.

## A zenemű és dalszövegek
Az AllMusic és a The Daily Telegraph szerint az album három fő stílusból áll: Latin zene, "trap" zene, és pop.
Az albumon spanyol, angol és portugál nyelven szólalnak meg a dalok. Rich Juzwiak (Pitchfork Media) szerint az album nagyon változatos hangzású. A lemez nyelvi szempontból Madonna legváltozatosabb albuma, amelyet angol, spanyol és portugál nyelven énekeltek. Az album céljának felvázolásakor elmondta, hogy ez egy szerelmeslevél a multikulturalizmus felé. „A művészet mindenkié. Nem az a kérdés, hogy elfogadjuk-e, amit mások csinálnak, és azt a sajátunknak tekintjük-e. Számomra ez egy tisztelgés az összes zenémnek, amelyet hallgattam”.
Az album a Medellínnel, egy Latin pop duettel kezdődik, a kolumbiai reggaetón énekessel Malumával. A következő szám a Dark Ballet egy kísérleti pop dal,  amely Daft Punk stílusú, és hasonlít a Bohemian Rhapsody-ra, valamint a Pjotr Iljics Csajkovszkij A diótörő mintájára épül. Egy interjúban Madonna elmondta, hogy a dal mögött egyik kedvenc filmje, a Mechanikus narancs áll, az album sajtóközleményében pedig bejelentette, hogy Joan of Arc életén alapszik.
A God Control egy kísérleti diszkó dal, amely ötvözi az evangéliumi kórust, a lövéseket, és a hangszeres éneket. A dal mögött meghúzódó inspirációt ismertetve Madonna kijelentette, hogy a 70-es évek végi diszkózene elemeit szerette volna beleépíteni, mivel ezek emlékeztették rá, amikor először költözött New Yorkba, és gyakran töltötte idejét a Studio 54.-ben – ahol felszabadultnak érezte magát. A dal a tekintélyelvűségről és az Amerika fegyvervezérlésével szembeni ellenállásról szól. Madonna így fogalmazott a témájáról: „Nincs sehol biztonság. Az emberek isteneknek érzik magukat, amikor fegyverek vannak a kezükben”.
Az album negyedik száma, a Future egy dancehall dal, Quavo amerikai rapperrel. Lírai módon azt tárgyalja, hogy a szegényekkel és a hátrányos helyzetűekkel kapcsolatos nézeteink hogyan hatnak ránk hosszú távon. A következő szám, a Batuka a Zöld-foki Köztársaság, különösen a Batuque zenéjét, ihlette, amelyben a Batukadeiras Orchestra zenekarának, a női dobosok együttesének háttérhangja hallható, és az elnyomás leküzdésére irányuló forradalom megkezdéséről szól. A hatodik számot, a Killers Who Are Partying-ot erősen a fado ihlette, és egy portugál gitár hallható benne, minimális ütem mellett. Madonna szerint, ez volt az első olyan szám, amelyet ő írt a lemezre. A téma kidolgozása közben kifejtette, arról szól, hogy viseli a marginalizált emberek terheit. Madonna néhány sort is portugálul énekel.
A Crave egy közepes tempójú pop és trap ballada akusztikus gitárral, taps ütemmel, és az amerikai rapper Swae Lee kísérőénekével.  Madonna a 2019-es Billboard Music Awards-on egy interjúban elmondta, hogy ez volt az egyik első olyan dal, amelyet ő írt az albumra, és hogy egy férfival szeretett volna énekelni. Madonna így vallott a Swae Lee-vel közös munkáról: „Nagyon tehetséges... Azt hiszem, nagyszerű dalszövegíró, nagyszerű énekes, és annyira aranyos. Fontos számomra”. A nyolcadik Crazy című szám, egy soul jellegű dal, egy portugál harmonikával. Madonnát őrülten szerelmes nőként ábrázolja, aki megtagadja az érzelmek kimerülését. Ez a lemez második dala, amelyben portugálul énekelt versszakok szerepelnek. A Come Alive Észak-Afrika, különösen a Gwana törzs zenéjét részesíti előnyben. A tizedik szám, az Extreme Occident a morna, és az indiai zene elemeit tartalmazza. Madonna néhány sort ismét portugálul énekel. Tárgya, Madonna saját identitásának keresése.
A Faz Gostoso című szám, a brazil énekes, Anitta vendégvokálját tartalmazza. Lírai szempontból házasságon kívüli viszonyról van szó. A tizenkettedik szám, a Bitch I’m Loca, egy reggaetón dal, és a második duett Malumával. Madonna a dal nagy részében spanyolul énekel. Az I Don’t Search I Find egy house, dance és deep house stílusú szám, amely erőteljesen befolyásolja Madonna Shep Pettibone-nal folytatott saját munkáját, a Vogue-t. Chuck Arnold, a New York Post munkatársa, összehasonlította a Vogue című dalt és Madonna 2005-ös Confessions on a Dance Floor című albumát is. Az album tizennegyedik számában, a Looking for Mercy-ben, mely Madonna legátfogóbb önéletrajzi képe – bevallja, hogy elszigetelten érzi magát. Az I Rise, amelyet egy hatalmas és felemelő himnusznak neveznek, dekonstruálja a túlélést és a feltámadást a modern világ hátrányaiból. Tartalmaz egy beszélt bevezetőt, amelyet a társadalmi aktivista, a fegyverkezelés támogatója, Emma González a Stoneman Douglas Középiskolai lövöldözés túlélője, és a Never Again MSD bizottság társalapítója tartott egy 2018. februári interjúban.
A deluxe 2-CD kiadás bónuszlemezén valamint az album boxkészletén 3 további dal szerepel: a Funana, a Back That Up to the Beat, és a Ciao Bella. A Funana egy electropop zeneszám, melyben az unió forgatókönyveinek idealizálásáról énekel, többek között olyan zenei ikonok megnevezésével, mint Elvis Presley, Bob Marley, Whitney Houston, James Brown, Aretha Franklin, George Michael, David Bowie, Tupac Shakur, Freddie Mercury, és Prince. Ezen felül megemlíti a svéd DJ-t, Avicii-t, valamint volt munkatársát, Mac Miller-t is. A Back That Up to the Beat egy az énekesnő előző Rebel Heart albumának kiszivárgott bemutatójának átalakított változata. A Ciao Bella pedig a bissau-guineai zenész, Kimi Djabate akkreditálatlan éneke.

## Kritikai fogadtatás
| Összesített pontszámok |           |
| Szakmai értékelés      |           |
| Metacritic             | 70/100    |
| Egyéb értékelések      |           |
| Értékelő               | Értékelés |
| AllMusic               | [ 45 ]    |
| The Guardian           | [ 46 ]    |
| MusicOMH               | [ 47 ]    |
| NME                    | [ 48 ]    |
| Q                      | [ 49 ]    |
| Rolling Stone          | [ 50 ]    |
| The Daily Telegraph    | 3/5       |
| The Times              | [ 51 ]    |
| The Line of Best Fit   | 4/5       |

Az album alapvetően pozitív értékeléseket kapott. A Metacritic honlapon 70 pontot kapott az elérhető 100-ból, jelezve, hogy a zenekritikusok 21 véleménye alapján kedvezően értékelték az albumot. A kritikusok rávilágítottak az album multikulturális hatásaira, és eklektikus zenei teljesítményére is.
Az album pozitívabb véleményei általában egyedi és kísérleti jellegét dicsérték. A The Guardian "folyékonynak" és Madonna saját esztétikai döntéseivel való jellemzéseként írta le.  Hasonlóképpen Nick Smith a musicOMHtől, "merésznek, bizarrnak, zseniálisnak, és zaklatónak" nevezte.
Az album vegyes áttekintése azonban bírálta annak produkciós aspektusait, valamint az énekes művészi irányításának jellegét. Neil McCormick (The Daily Telegraph) bírálta a koherencia hiányát, kijelentve, hogy Madonna „egyszerre túl sok fronton harcol”. Hasonlóképpen Rob Sheffield (Rolling Stone) az albumot "imádnivalóan bizarrnak" írta le. Egy kritikusabb áttekintésben Rich Juzwiak (Pitchfork Media) elítélte az albumot, amikor "összezavarodottnak és kanyargósnak", valamint "lírai artikulálatlanságnak" nevezte.
Az év végén a lemez nyert egy online közvélemény-kutatást, amelyet a Billboard rendezett 2019 legjobb albumaként.

## Elismerések
Különböző zenei kiadványok, mint például a New Musical Express, a Billboard, és a Slant feltüntették  a lemezt a "2019 Legjobb Albumai" listákban.
| Kritika/Publikáció   | Lista                                        | Rang       | Ref.   |
| -------------------- | -------------------------------------------- | ---------- | ------ |
| Mojo                 | 2019 legjobb 75 albuma                       | 67         | [ 55 ] |
| Billboard            | 2019 50 legjobb albuma                       | 46         | [ 56 ] |
| Billboard            | A legjobb 10 rajongói kedvenc album 2019     | 1          | [ 57 ] |
| NME                  | 50 legjobb album 2019-ben                    | 45         | [ 58 ] |
| Slant Magazin        | 2019 25 legjobb albuma                       | 12.        | [ 59 ] |
| New York Post        | 2019 legjobb dalai ("I Don’t Search I Find") | 8.         | [ 60 ] |
| Good Morning America | 50 legjobb album 2019-ből                    | 49         | [ 61 ] |
| Idolator             | 20 legjobb album 2019-ből                    | 9.         | [ 62 ] |
| AllMusic             | 2019 kedvenc popalbumai                      | Elhelyezve | [ 63 ] |
| Pazz & Jop           | 2019: Dékánok listája                        | 63         | [ 64 ] |
| A Yorkshire Times    | 2019 legjobb 60 albuma                       | 60         | [ 65 ] |

A "World of Madame X" dokumentumfilm a "Legjobb dokumentumfilm" kategóriában nyert a 2020-as Buenos Aires Music Video Festival alkalmával.

## Kiadás és promóció
Az Interscope Records 2019. június 14.-én adta ki az albumot. Június 29.-én megjelent egy 23 perces dokumentumfilm "World of Madame X" címmel, az Amazon Prime fizetős streaming szolgáltatásán. Rendezője, Nuno Xico szerint, a rövidfilm bemutatja az album előállítását, és a mögötte álló inspirációt, valamint az albumfotókat, és a zenei videók színtereinek hátterét. Július 1.-én egy exkluzív, Madame X Radio csatornát indítottak a Sirius XM Műholdas Rádión, amely Madonna karrierjének zenéjét mutatta be, főként az album dalait, valamint az azok mögött álló történeteket. 2020. március 24-én Madonna Instagram-oldalán és Twitter-fiókján keresztül bejelentette, hogy kiadja harmadik parfümjét a Truth or Dare után, Madame X Eau De Parfum néven. A parfümöt a Twitteren jelentették be, hivatalos boltjában pedig 2020. október 13.-án bocsátották forgalomba, amely korlátozott kiadású illatnak minősül. "a Földközi-tenger partvidékének friss és virágos illataiból, a Kelet misztikus ízeiből áll, mindezeket felülmúlja Madame X érzékisége és lázadó szelleme". " Ízei: narancsvirág, málna, rózsa, pacsuli, pézsma és borostyán.
A Madame X kiadásával Madonna felbontotta három lemezes szerződését az Interscope-pal. 2021-ben bejelentette, hogy visszatér eredeti lemezkiadójához, a Warner Music Group-hoz. A szerződés értelmében, a Madame X és másik két Interscope albuma várhatóan 2025-ben kerül a Warner katalógusába.

### Kislemezek és egyéb dalok
| #  | Kislemez              | Megjelenés        |
| -- | --------------------- | ----------------- |
| 1. | Medellín              | 2019. április 17. |
| 2. | Crave                 | 2019. május 10.   |
| 3. | I Rise                | 2019. október 4.  |
| 4. | I Don’t Search I Find | 2020. május 22.   |

Az album első kislemeze, a Medellín, 2019. április 17.-én jelent meg, mely egybeesett az album előrendelésének időpontjával. A dal egy duett a kolumbiai reggaetón énekessel, és dalszerzővel Malumával. A dalhoz tartozó videóklip 2019. április 24.-én látott napvilágot az MTV-n, és ekkor került világszerte bemutatásra. Számos MTV hálózaton és digitális csatornán volt látható a klip. A videóklipet Diana Kunst spanyol rendező és Mau Morgó multidiszciplináris művész irányította, és rendezte. A dal több országban köztük Kolumbiában, Horvátországban, Magyarországon, Izraelben, és Venezuelában is bekerült a top 10-be. A szám a 18. helyet érte el  a Billboard Top Latin Songs listán az Egyesült Államokban, a Hot Dance Club Songs listán pedig az első helyet. A Crave című soron következő kislemezt Swae Lee rapperrel közösen adta ki május 10.-én. Május 20.-án a dalt hivatalosan is elkezdték játszani az Amerikai Egyesült Államok rádióiban, majd két nappal később megjelent a Nuno Xico által rendezett videóklip. A dal a 19. helyről indult az Egyesült Államok Adult Contemporary (chart) listáján, ahol a 11. helyet érte el. Hivatalos remixeit 2019. október 26.-án adták ki.
Az I Rise című dalt 2019. október 4-én küldték el az olasz rádióállomásoknak az album harmadik kislemezeként az országban, a 2019. május 3-i promóciós kiadását követően.  A számot egy hatalmas, felemelő himnusznak nevezték, mely a társadalmi és modern világ túlélését és a felemelkedést mutatja be. Zenei videóját, amelyet Peter Matkiwsky rendezett, 2019. június 19.-én adták ki. Tartalmazza a Parkland-i lövöldözés túlélőit, az LGBTQ támogatóit, a nők jogainak tüntetőit, Aly Raisman olimpiai bajnok és tornász szexuális bántalmazását, valamint az egyéb társadalmi és igazságossági mozgalmakat. A dal remixeit, amelyeket Tracy Young készített, 2019. július 19.-én adták ki kereskedelmi forgalomban, a Worldpride 2019 részeként. Ez a remix Grammy-díjat nyert A legjobb remixelt felvétel címen a 62. Grammy-gálán.  A dal az első helyet érte el az Egyesült Államok Dance Club Songs listáján, a Dance/Mix Show Airplayn, pedig a 37. helyre került. Az I Don’t Search I Find című dalt az album negyedik kislemezeként adták ki Olaszországban, 2020. május 22.-én. Két remix EP is megjelent Honey Dijon, Chris Cox, Offer Nissim és más gyártók remixeivel 2019. december 6.-án, és 2020. május 1.-jén.
Az album teljes megjelenéséig az I Rise, a Future és a Dark Ballet kerültek kiadásra promóciós kislemezként. A Future című dal egy reggae pop felvétel, az amerikai rapper Quavo közreműködésével, 2019. május 17.-i megjelenésével. A Dark Ballet pedig 2019. június 7.-én jelent meg.  A dal Daft Punk stílusú vocoder és hangzásvilágú, zenekari felvétel, a Bohemian Rhapsody című dalra hasonlít. A dal Pjotr Iljics Csajkovszkij A diótörő című balett zenei alapjára épül. Egy interjúban Madonna elmondta, hogy a dal inspirációját egyik kedvenc filmje a Mechanikus narancs adta, valamint Joan of Arc francia hősnő története ihlette, melyben közreműködik Mykki Blanco rapper is. A klipben Blanco ikonikus kúpos melltartóban táncol. Az I Don’t Search I Find című Honey Dijon remix pedig 2019. december 6.-án vált elérhetővé a letöltési és a streaming szolgáltatásokban. A dal 2020. február 14.-én Madonna rekordszintű 50. első számú helyezettje lett a Hot Dance Club Songs-on, így ő lett az első olyan művész, aki ezt öt évtized alatt bármelyik listán elérte. A God Control című zenei videót 2019. június 26.-án adták ki. A videót Jonas Åkerlund rendezte, és egy éjszakai klubban történő lövöldözési jelenetet ábrázol, amely hasonlít a 2016-os orlandói terrortámadáshoz. A Batuka című dal zenei videóját Emmanuel Adjei rendezte (aki a Dark Ballet-et is), premierje pedig 2019. július 19.-én volt. A videó nagyon egyszerű, Madonna és a Batukadeiras zenekar táncolnak és batukát játszanak. A videó vége felé egy sorban állnak össze, kézen fogva, figyelve a naplementét és a hullámokat. A videó utolsó részében a vitorlás hajók elhalványulnak, amikor az óceán fölött vihar keletkezik. A Faz Gostoso című szám amelyben Anitta is szerepelt, a Portuguese Singles Charton az 53., a Pro-Música Brasil által közzétett havi streaming-diagramon pedig a 47. helyet érte el. 2024. július 9-én a dal lett Madonna első dala Brazíliában, amely gyémánt minősítést kapott. A Bitch I'm Loca című számot, amelyben Maluma is közreműködik, Madonna és Maluma Rolling Stone fotózásához és interjújához használták fel. Az ItsMiggs Remixet és a forgatás kulisszák mögötti felvételt tartalmazó videót Madonna Instagram és YouTube-oldalára is feltöltötték. 2022-ben a Rebel Heart felvételeiből származó Back That Up to the Beat demóverziója egyre népszerűbb lett a TikTok videómegosztó alkalmazásban, aminek eredményeként Madonna december 30-án kiadta a számot digitális zenei platformokon.

## Élő fellépések
Madonna és Maluma a Medellín című dalt a 2019-es Billboard Music Awards-on adták elő 2019. május 1.-jén. Madonna a 2019-es Eurovíziós Dalfesztiválon előadta az 1989-es Like a Prayert, valamint a Dark Ballet egy részletét és a Future-t Quavo-val közösen Tel-Avivban, Izraelben 2019. május 18.-án. A megjelenésért az Európai Műsorszóró Uniónak 1 millió dollárt fizetett ki az izraeli-kanadai származású üzletember Sylvan Adams.
2019. június 30.-án Madonna előadta a God Control-t és az I Rise-t a Stonewall 50 – WorldPride NYC 2019 mini-koncertjén a New York-i 97-es Móló, Hudson River Park-ban. 2019. május 6.-án hivatalosan is bejelentették a Madame X Tour című turné részleteit, amely 2019. szeptember 17.-én kezdődött New Yorkban, és 2020. március 8.-án fejeződött be Párizsban. Egy visszatérő térdsérülés miatti többszöri lemondás után a turné váratlanul véget ért, három nappal a tervezett befejezés előtt, miután Franciaország kormánya bejelentette, hogy betiltják az 1000 fő feletti összejöveteleket, hogy megfékezzék a Covid19 terjedését. Ez volt az első alkalom, hogy Madonna színházban és kis helyszíneken játszott az 1985-ös The Virgin Tour óta. Az eredeti koncertfilm 2021. október 8-án jelent meg a Paramount+-on.
Ugyanezen a napon a Madame X film és streaming platformokon való bemutatása mellett Madonna meglepetéskoncerten lépett fel a harlemi Red Rooster-ben. Előadta a Dark Ballet, a Crazy, a Sodade, és a La Isla Bonita lerövidített változatát, majd az éjszaka folyamán a Like a Prayer-t énekelte a város utcáin.
2021. június 24.-én Madonna New Yorkban „Boom x Pride” néven egy élő előadásnak és klubeseménynek adott otthont a Standard Hotel tetején a büszkeség hónap tiszteletére, ahol előadta a Hung Up-ot, és az I Don’t Search I Find-ot. Az esemény részeként három polaroidot árverezett el, valamint a The Ali Forney Center, a Haus of Us, és a The Door három New York-i székhelyű szervezetet, amely az LMBTQIA + fiatalok számára biztonságos terek létrehozásával foglalkozik. Ezenkívül Madonna felvett egy Pride-témájú videót „Nincs félelem, bátorság, ellenszenv” címmel, amelyet a Times Square-en mutattak be, hogy ösztönözze a három jótékonysági szervezet adományát.

## Kereskedelmi teljesítmény
Az album az első helyen debütált a Billboard 200-on, 95000 albummal egyenértékű egységgel, ebből 90000 volt teljes albumeladás., 4000 streamelés, 1000 pedig egyedi albumeladás.  Madonna kilencedik első helyezett albuma lett az Egyesült Államokban. Az értékesítés és a streaming hiánya miatt a következő héten a 77. helyre került a Billboard 200-on, a harmadik héten kiesett a Billboard 200-ból, de további kilenc hétig maradt a Top Album eladási listán.
Az Egyesült Királyságban a második helyet érte el (Bruce Springsteen Western Stars-ja mögött), alig több mint 25000 eladással. Összesen öt hetet töltött az Egyesült Királyság albumlistáján, mielőtt lekerült volna a Top 100-ról. 2022 februárjában, majdnem három évvel megjelenése után, az album ezüst minősítést kapott az Egyesült Királyságban. Franciaországban az albumlista harmadik helyét érte el, 15900 hagyományos egységgel. Ezenkívül az eladási albumok listáján a harmadik helyet szerezte meg. 2019 decemberéig 29 000 példányban kelt el belőle az országban. Németországban Madonna legalacsonyabb helyezésű albuma lett az 1992-es Erotica óta, elérve az ötödik helyet.
Kanadában az albumlista második helyén debütált, Billie Eilish When We All Fall Asleep, Where Do We Go? című albuma mögött. Mindazonáltal Madonna albuma érte el a legmagasabb tiszta albumeladásokat a héten. Ausztráliában ez az album lett Madonna 20. top 10-es albuma az országban, a Springsteen-féle Western Stars mögött, a második helyen végzett. Azonban a digitális albumok és bakelitlisták élére került az országban. Új-Zélandon a kereskedelmi eredmények alacsonyabbak voltak, az album az ötödik helyre került. Japánban az album bekerült az Oricon hivatalos listájára a 11. helyen, és a második helyet érte el a nemzetközi listákon. A Billboard Japan albumlistáján a 18. helyet érte el. A lemez az albumlista élére került Argentínában, míg Mexikóban a második helyen debütált, María José Conexión című albuma mögött. Uruguayban a nyolcadik legkelendőbb album lett 2019ö júniusában az International Federation of the Phonographic Industry (CUD) szerint. 2022-ig 500 000 példányban kelt el világszerte.

## Számlista
| Madame X Standard kiadás | Madame X Standard kiadás                | Madame X Standard kiadás                                                                                      | Madame X Standard kiadás      | Madame X Standard kiadás | Madame X Standard kiadás | Madame X Standard kiadás | Madame X Standard kiadás | Madame X Standard kiadás | Madame X Standard kiadás |
|                          | Cím                                     | Szerző(k) | Producer(ek)                  | Hossz                    |                          |                          |                          |                          |                          |
| ------------------------ | --------------------------------------- | --- | ----------------------------- | ------------------------ | ------------------------ | ------------------------ | ------------------------ | ------------------------ | ------------------------ |
| 1.                       | "Medellín" (közreműködik: Maluma)       | Mirwais Ahmadzaï · Madonna · Edgar Barrera · Maluma Londoño                                                   | Mirwais · Madonna             | 4:58                     |                          |                          |                          |                          |                          |
| 2.                       | "Dark Ballet"                           | Madonna · Mirwais Ahmadzaï                                                                                    | Mirwais · Madonna             | 4:14                     |                          |                          |                          |                          |                          |
| 3.                       | "God Control"                           | Madonna · Mirwais Ahmadzaï                                                                                    | Mirwais · Madonna · Mike Dean | 6:19                     |                          |                          |                          |                          |                          |
| 4.                       | "Future" (közreműködik: Quavo)          | Thomas Pentz · Madonna · Brittany Hazzard · Quavious Keyate Marshall                                          | Diplo · Madonna               | 3:53                     |                          |                          |                          |                          |                          |
| 5.                       | "Batuka"                                | Madonna · David Banda · Ahmadzai                                                                              | Mirwais · Madonna             | 4:57                     |                          |                          |                          |                          |                          |
| 6.                       | "Killers Who Are Partying"              | Ahmadzai · Madonna                                                                                            | Mirwais · Madonna             | 5:28                     |                          |                          |                          |                          |                          |
| 7.                       | "Crave" (közreműködik: Swae Lee)        | Khalif Main Ibn Shaman Brown · Madonna · Hazzard                                                              | Billboard · Madonna · Dean    | 3:21                     |                          |                          |                          |                          |                          |
| 8.                       | "Crazy"                                 | Jason Evigan · Madonna · Hazzard                                                                              | Dean · Madonna · Evigan       | 4:02                     |                          |                          |                          |                          |                          |
| 9.                       | "Come Alive"                            | Madonna · Jeff Bhasker · Hazzard                                                                              | Madonna · Bhasker · Dean      | 4:02                     |                          |                          |                          |                          |                          |
| 10.                      | "Faz Gostoso" (közreműködik: Anitta)    | Rodrigo Carmo · Duarte Nuno · Emanuel Oliveira · Mateus Seabra · Luiz Vieira · Karla Rodrigues · Madonna      | Madonna · Billboard · Dean    | 4:05                     |                          |                          |                          |                          |                          |
| 11.                      | "Bitch I'm Loca" (közreműködik: Maluma) | Madonna · Lauren D'Ella · Londoño · Barrera · George Forbes James · Marvin Hawkins · Rodriguez · Stiven Rojas | Madonna · Billboard           | 2:50                     |                          |                          |                          |                          |                          |
| 12.                      | "I Don’t Search I Find"                 | Madonna · Ahmadzai                                                                                            | Madonna · Mirwais             | 4:08                     |                          |                          |                          |                          |                          |
| 13.                      | "I Rise"                                | Madonna · Evigan · Hazzard                                                                                    | Madonna · Evigan              | 3:44                     |                          |                          |                          |                          |                          |
| 56:01                    |                                         | |                               |                          |                          |                          |                          |                          |                          |

| LP kiadás, Deluxe kiadás, Deluxe 2 CD kiadás (CD1) | LP kiadás, Deluxe kiadás, Deluxe 2 CD kiadás (CD1) | LP kiadás, Deluxe kiadás, Deluxe 2 CD kiadás (CD1)                                                            | LP kiadás, Deluxe kiadás, Deluxe 2 CD kiadás (CD1) | LP kiadás, Deluxe kiadás, Deluxe 2 CD kiadás (CD1) | LP kiadás, Deluxe kiadás, Deluxe 2 CD kiadás (CD1) | LP kiadás, Deluxe kiadás, Deluxe 2 CD kiadás (CD1) | LP kiadás, Deluxe kiadás, Deluxe 2 CD kiadás (CD1) | LP kiadás, Deluxe kiadás, Deluxe 2 CD kiadás (CD1) | LP kiadás, Deluxe kiadás, Deluxe 2 CD kiadás (CD1) |
|                                                    | Cím                                                | Szerző(k) | Producer(ek)                                       | Hossz                                              |                                                    |                                                    |                                                    |                                                    |                                                    |
| -------------------------------------------------- | -------------------------------------------------- | --- | -------------------------------------------------- | -------------------------------------------------- | -------------------------------------------------- | -------------------------------------------------- | -------------------------------------------------- | -------------------------------------------------- | -------------------------------------------------- |
| 10.                                                | "Extreme Occident"                                 | Ahmadzai · Madonna                                                                                            | The Neptunes · Madonna                             | 3:41                                               |                                                    |                                                    |                                                    |                                                    |                                                    |
| 11.                                                | "Faz Gostoso" (közreműködik: Anitta)               | Rodrigo Carmo · Duarte Nuno · Emanuel Oliveira · Mateus Seabra · Luiz Vieira · Karla Rodrigues · Madonna      | Madonna · Billboard · Dean                         | 4:05                                               |                                                    |                                                    |                                                    |                                                    |                                                    |
| 12.                                                | "Bitch I'm Loca" (közreműködik: Maluma)            | Madonna · Lauren D'Ella · Londoño · Barrera · George Forbes James · Marvin Hawkins · Rodriguez · Stiven Rojas | Madonna · Billboard                                | 2:50                                               |                                                    |                                                    |                                                    |                                                    |                                                    |
| 13.                                                | "I Don't Search I Find"                            | Madonna · Ahmadzai                                                                                            | Madonna · Mirwais                                  | 4:08                                               |                                                    |                                                    |                                                    |                                                    |                                                    |
| 14.                                                | "Looking for Mercy"                                | Madonna · Hazzard                                                                                             | Madonna · Bhasker · Dean                           | 4:50                                               |                                                    |                                                    |                                                    |                                                    |                                                    |
| 15.                                                | "I Rise"                                           | Madonna · Evigan · Hazzard                                                                                    | Madonna · Evigan                                   | 3:44                                               |                                                    |                                                    |                                                    |                                                    |                                                    |
| 64:32                                              |                                                    | |                                                    |                                                    |                                                    |                                                    |                                                    |                                                    |                                                    |

| Japán kiadás | Japán kiadás                                       | Japán kiadás                                                | Japán kiadás                               | Japán kiadás | Japán kiadás | Japán kiadás | Japán kiadás | Japán kiadás | Japán kiadás |
|              | Cím                                                | Szerző(k)                                                   | Producer(ek)                               | Hossz        |              |              |              |              |              |
| ------------ | -------------------------------------------------- | ----------------------------------------------------------- | ------------------------------------------ | ------------ | ------------ | ------------ | ------------ | ------------ | ------------ |
| 16.          | "Medellín" ((Offer Nissim Madame X in the Sphinx)) | Mirwais Ahmadzaï · Madonna · Edgar Barrera · Maluma Londoño | Mirwais · Madonna · Offer Nissim (remixer) | 5:30         |              |              |              |              |              |
| 70:02        |                                                    |                                                             |                                            |              |              |              |              |              |              |

| Deluxe 2 CD kiadás (CD2) | Deluxe 2 CD kiadás (CD2)   | Deluxe 2 CD kiadás (CD2)              | Deluxe 2 CD kiadás (CD2)            | Deluxe 2 CD kiadás (CD2) | Deluxe 2 CD kiadás (CD2) | Deluxe 2 CD kiadás (CD2) | Deluxe 2 CD kiadás (CD2) | Deluxe 2 CD kiadás (CD2) | Deluxe 2 CD kiadás (CD2) |
|                          | Cím                        | Szerző(k)                             | Producer(ek)                        | Hossz                    |                          |                          |                          |                          |                          |
| ------------------------ | -------------------------- | ------------------------------------- | ----------------------------------- | ------------------------ | ------------------------ | ------------------------ | ------------------------ | ------------------------ | ------------------------ |
| 1.                       | "Funana"                   | Madonna · Mirwais                     | Madonna · Mirwais                   | 3:42                     |                          |                          |                          |                          |                          |
| 2.                       | "Back That Up to the Beat" | Madonna · Hazzard · Pharrell Williams | Madonna · Bhasker · Dean · Williams | 3:50                     |                          |                          |                          |                          |                          |
| 3.                       | "Ciao Bella"               | Madonna · Mirwais                     | Madonna · Mirwais                   | 5:36                     |                          |                          |                          |                          |                          |
| 13:08                    |                            |                                       |                                     |                          |                          |                          |                          |                          |                          |

| Deluxe box set kiadás (bónusz 7" inch picture disc kislemezzel) | Deluxe box set kiadás (bónusz 7" inch picture disc kislemezzel) | Deluxe box set kiadás (bónusz 7" inch picture disc kislemezzel) | Deluxe box set kiadás (bónusz 7" inch picture disc kislemezzel) | Deluxe box set kiadás (bónusz 7" inch picture disc kislemezzel) | Deluxe box set kiadás (bónusz 7" inch picture disc kislemezzel) | Deluxe box set kiadás (bónusz 7" inch picture disc kislemezzel) | Deluxe box set kiadás (bónusz 7" inch picture disc kislemezzel) | Deluxe box set kiadás (bónusz 7" inch picture disc kislemezzel) | Deluxe box set kiadás (bónusz 7" inch picture disc kislemezzel) |
|                                                                 | Cím                                                             | Szerző(k)                                                       | Producer(ek)                                                    | Hossz                                                           |                                                                 |                                                                 |                                                                 |                                                                 |                                                                 |
| --------------------------------------------------------------- | --------------------------------------------------------------- | --------------------------------------------------------------- | --------------------------------------------------------------- | --------------------------------------------------------------- | --------------------------------------------------------------- | --------------------------------------------------------------- | --------------------------------------------------------------- | --------------------------------------------------------------- | --------------------------------------------------------------- |
| 1.                                                              | "I Rise (dal)                                                   | Madonna · Evigan · Hazzard                                      | Madonna · Evigan                                                | 3:44                                                            |                                                                 |                                                                 |                                                                 |                                                                 |                                                                 |
| 2.                                                              | "I Rise (dal) ((Instrumental))                                  | Madonna · Evigan · Hazzard                                      | Madonna · Evigan                                                | 3:44                                                            |                                                                 |                                                                 |                                                                 |                                                                 |                                                                 |
| 7:28                                                            |                                                                 |                                                                 |                                                                 |                                                                 |                                                                 |                                                                 |                                                                 |                                                                 |                                                                 |

## Közreműködő személyzet
- Madonna – fő ének, dalszerző, producer
- Mirwais Ahmadzaï – dalszerző, producer
- Mike Dean – producer
- Diplo – dalszerző, producer
- Clément Picard – dalszerző, producer
- Maxine Picard – dalszerző, producer
- Billboard – producer
- Jason Evigan – dalszerző, producer
- Jeff Bhasker – producer
- Pharrell Williams – producer
- Starrah – dalszerző
- Casey Spooner – dalszerző
- David Banda – dalszerző
- Lauren D'Elia – dalszerző
- Anitta – kiemelt művész
- A Batukadeiras Zenekar – háttérének
- Kimi Djabaté – kiemelt művész
- Swae Lee – dalszerző, kiemelt előadó
- Maluma – dalszerző, kiemelt előadó
- Quavo – dalszerző, kiemelt előadó
- Tiffin Gyermekkórus – háttérének
- Steven Klein – fotózás